# Пальцев, Борис Васильевич
Борис Васильевич Пальцев (29 сентября 1939, Жуковский, Московская область — 28 августа 2014, Москва) — советский и российский математик, доктор физико-математических наук, специалист в области вычислительной математики.

## Биография
Родился в семье инженера — сотрудника ЦАГИ и учительницы математики.
Окончил Московский физико-технический институт (1963) и аспирантуру там же (1966).
Ученик А. А. Дезина. Первая научная работа была посвящена доказательству аналога теоремы Мореры для решений многомерных систем Коши-Римана.
С 1966 года до конца жизни работал в ВЦ АН СССР (отдел вычислительных методов). Сотрудничал с А. А. Дородницыным. Кандидат физико-математических наук (1967), разработал итерационные методы решения уравнений Навье-Стокса и Озеена. Методы были успешно применены для расчёта некоторых двумерных течений вязкой несжимаемой жидкости при небольших числах Рейнольдса.
В дальнейших работах предложен, уже для трёхмерного случая, новый итерационный метод для уравнений Навье-Стокса с расщеплением граничных условий.
Доктор физико-математических наук (1982), тема диссертации «Уравнения свёртки на конечном интервале».
С 1991 года возглавлял отдел вычислительных методов ВЦ РАН.
С 1968 года более 30 лет работал по совместительству на кафедре высшей математики МФТИ, с 1991 года — профессор этой кафедры.
Скончался после тяжёлой продолжительной болезни. Похоронен на Хованском кладбище.

## Научные труды
- Научные труды Б.В. Пальцева Архивная копия от 18 июня 2013 на Wayback Machine на Math-Net.Ru
- Научные труды Б.В. Пальцева в РИНЦ.
- Труды Архивная копия от 26 ноября 2019 на Wayback Machine в каталоге РГБ.

Учебные пособия
Пальцев Б.В. Сферические функции Архивная копия от 28 июля 2021 на Wayback Machine // Методич. матер. каф. ВМ МФТИ.
В память об учёных
- Воспоминания об академике А. А. Дородницыне : к 100-летию со дня рождения Архивная копия от 13 мая 2021 на Wayback Machine / Учреждение Российской акад. наук Вычислительный центр им. А. А. Дородницына РАН ; [ред.-сост.: Ю. Г. Евтушенко, Б. В. Пальцев, Л. И. Турчак]. — Москва : ВЦ РАН, 2010. — 164, [1] с.; 21 см; ISBN 978-5-91601-033-6